# Olympische Winterspiele 2010/Biathlon – Staffel (Frauen)
Das 4 × 6-km-Staffelrennen der Frauen im Biathlon bei den Olympischen Winterspielen 2010 fand am 23. Februar 2010 um 11:30 Uhr im Whistler Olympic Park statt. Olympiasieger wurde die russische Mannschaft mit Swetlana Slepzowa, Anna Bogali-Titowez, Olga Medwedzewa und Olga Saizewa. Die Silbermedaille gewann die französische Mannschaft und Bronze ging an die deutsche Staffel.
Totalanstieg: 4 × 198 m, Maximalanstieg: 25 m, Höhenunterschied: 27 m

19 Staffeln am Start, davon 18 in der Wertung.

## Ergebnisse
| Platz | Land Sportlerinnen                                                                  | Zeit (min)                                                  | Strafrunden + Nachlader                                                     | Differenz (min) |
| ----- | ----------------------------------------------------------------------------------- | ----------------------------------------------------------- | --------------------------------------------------------------------------- | --------------- |
| 1     | Russland Swetlana Slepzowa Anna Iwanowna Bogali Olga Medwedzewa Olga Saizewa        | 1:09:36,3 h 17:24,4 min 17:17,3 min 17:27,7 min 17:26,9 min | 0+5 (0+2, 0+3) 0+0 (0+0, 0+0) 0+2 (0+1, 0+1) 0+0 (0+0, 0+0) 0+3 (0+1, 0+2)  | –               |
| 2     | Frankreich Marie-Laure Brunet Sylvie Becaert Marie Dorin Sandrine Bailly            | 1:10:09,1 h 17:22,6 min 17:17,6 min 18:34,2 min 16:54,7 min | 2+8 (2+4, 0+4) 0+2 (0+0, 0+2) 0+1 (0+0, 0+1) 2+4 (2+3, 0+1) 0+1 (0+1, 0+0)  | +0:32,8         |
| 3     | Deutschland Kati Wilhelm Simone Hauswald Martina Beck Andrea Henkel                 | 1:10:13,4 h 17:26,0 min 17:16,2 min 18:12,0 min 17:19,2 min | 0+5 (0+2, 0+3) 0+1 (0+1, 0+0) 0+0 (0+0, 0+0) 0+2 (0+1, 0+1) 0+2 (0+0, 0+2)  | +0:37,1         |
| 4     | Norwegen Liv Kjersti Eikeland Ann Kristin Flatland Solveig Rogstad Tora Berger      | 1:10:34,1 h 18:20,4 min 16:52,6 min 18:21,2 min 16:59,9 min | 0+3 (0+1, 0+2) 0+2 (0+0, 0+2) 0+0 (0+0, 0+0) 0+1 (0+1, 0+0)                 | +0:57,8         |
| 5     | Schweden Elisabeth Högberg Anna Carin Olofsson Anna Maria Nilsson Helena Jonsson    | 1:10:47,2 h 17:46,7 min 17:25,9 min 18:16,8 min 17:17,8 min | 0+3 (0+2, 0+1) 0+1 (0+0, 0+1) 0+0 (0+0, 0+0) 0+2 (0+2, 0+0) 0+0 (0+0, 0+0)  | +1:10,9         |
| 6     | Ukraine Olena Pidhruschna Walentyna Semerenko Oksana Chwostenko Wita Semerenko      | 1:11:08,2 h 17:36,9 min 17:56,3 min 17:44,7 min 17:50,3 min | 0+8 (0+2, 0+6) 0+1 (0+0, 0+1) 0+4 (0+1, 0+3) 0+1 (0+1, 0+0) 0+2 (0+0, 0+2)  | +1:31,9         |
| 7     | Belarus Ljudmila Kalintschyk Darja Domratschawa Wolha Kudraschowa Nadseja Skardsina | 1:11:34,0 h 17:40,0 min 17:28,7 min 18:27,4 min 17:57,9 min | 0+3 (0+1, 0+2) 0+2 (0+1, 0+1) 0+1 (0+0, 0+1) 0+0 (0+0, 0+0) 0+0 (0+0, 0+0)  | +1:57,7         |
| 8     | China Wang Chunli Liu Xianying Kong Yingchao Song Chaoqing                          | 1:12:16,9 h 17:44,7 min 17:47,7 min 19:10,4 min 17:34,1 min | 0+8 (0+2, 0+6) 0+3 (0+1, 0+2) 0+2 (0+1, 0+1) 0+3 (0+0, 0+3) 0+0 (0+0, 0+0)  | +2:40,6         |
| 9     | Rumänien Dana Plotogea Éva Tófalvi Mihaela Purdea Réka Ferencz                      | 1:12:32,9 h 18:10,6 min 17:47,8 min 18:23,2 min 18:11,3 min | 0+7 (0+1, 0+6) 0+1 (0+0, 0+1) 0+2 (0+0, 0+2) 0+4 (0+1, 0+3) 0+0 (0+0, 0+0)  | +2:56,6         |
| 10    | Italien Michela Ponza Katja Haller Karin Oberhofer Roberta Fiandino                 | 1:12:54,2 h 18:20,5 min 17:58,2 min 18:19,3 min 18:16,2 min | 0+8 (0+4, 0+4) 0+2 (0+1, 0+1) 0+0 (0+0, 0+0) 0+2 (0+0, 0+2) 0+4 (0+3, 0+1)  | +3:17,9         |
| 11    | Polen Krystyna Pałka Magdalena Gwizdoń Weronika Nowakowska Agnieszka Cyl            | 1:12:54,3 h 18:21,2 min 19:10,2 min 17:55,7 min 17:27,2 min | 1+12 (0+5, 1+7) 0+4 (0+2, 0+2) 1+6 (0+3, 1+3) 0+1 (0+0, 0+1) 0+1 (0+0, 0+1) | +3:18,0         |
| 12    | Slowakei Martina Halinárová Anastasiya Kuzmina Natália Prekopová Jana Gereková      | 1:13:15,8 h 18:27,1 min 17:09,3 min 19:41,7 min 17:57,7 min | 1+11 (0+2, 1+9) 0+3 (0+1, 0+2) 0+1 (0+0, 0+1) 1+3 (0+0, 1+3) 0+4 (0+1, 0+3) | +3:39,5         |
| 13    | Kasachstan Jelena Chrustaljowa Anna Lebedewa Ljubow Filimonowa Marina Lebedewa      | 1:13:42,9 h 17:42,1 min 18:00,8 min 18:52,6 min 19:07,4 min | 0+9 (0+4, 0+5) 0+1 (0+0, 0+1) 0+1 (0+1, 0+1) 0+3 (0+1, 0+2) 0+3 (0+2, 0+1)  | +4:06,6         |
| 14    | Kanada Megan Imrie Zina Kocher Rosanna Crawford Megan Tandy                         | 1:14:25,5 h 18:18,9 min 18:04,9 min 19:50,9 min 18:10,8 min | 1+12 (1+7, 0+5) 0+4 (0+1, 0+3) 0+3 (0+2, 0+1) 1+3 (1+3, 0+0) 0+2 (0+1, 0+1) | +4:49,2         |
| 15    | Tschechien Veronika Vítková Magda Rezlerová Gabriela Soukalová Zdeňka Vejnarová     | 1:14:37,5 h 17:51,1 min 18:25,9 min 18:23,7 min 19:56,8 min | 3+10 (2+4, 1+6) 0+2 (0+1, 0+1) 1+3 (0+0, 1+3) 0+1 (0+0, 0+1) 2+4 (2+3, 0+1) | +5:01,2         |
| 16    | USA Sara Studebaker Lanny Barnes Haley Johnson Laura Spector                        | 1:15:47,5 h 17:53,2 min 18:52,5 min 19:01,5 min 20:00,3 min | 1+12 (1+8, 0+4) 0+1 (0+1, 0+0) 0+2 (0+1, 0+1) 0+3 (0+3, 0+0) 1+6 (1+3, 0+3) | +6:11,2         |
| 17    | Estland Kadri Lehtla Eveli Saue Sirli Hanni Kristel Viigipuu                        | 1:17:55,5 h 18:49,8 min 18:15,4 min 20:06,6 min 20:43,7 min | 2+16 (2+9, 0+7) 0+4 (0+2, 0+2) 0+2 (0+1, 0+1) 1+4 (1+3, 0+1) 1+6 (1+3, 0+3) | +8:19,2         |
| 18    | Lettland Žanna Juškāne Madara Līduma Līga Glāzere Gerda Krūmiņa                     | 1:18:56,2 h 21:06,7 min 18:09,7 min 20:51,6 min 18:48,2 min | 4+12 (2+5, 2+7) 2+5 (2+3, 0+2) 0+2 (0+1, 0+1) 2+3 (0+0, 2+3) 0+2 (0+1, 0+1) | +9:19,9         |
| DSQ   | Slowenien (8.) Dijana Ravnikar Andreja Mali Tadeja Brankovič Teja Gregorin          | 1:12:02,4 h 17:50,4 min 18:18,2 min 18:07,8 min 17:46,0 min | 0+6 (0+4, 0+2) 0+1 (0+0, 0+1) 0+2 (0+1, 0+1) 0+2 (0+2, 0+0) 0+1 (0+1, 0+0)  | +2:26,1         |

Teja Gregorin wurde im Dezember 2017 wegen positiver Dopingproben nachträglich disqualifiziert und somit auch die slowenische Staffel.